# Тавусі Мелек
Тавусі Мелек, Малак Тавус, Пірі Малакі-Таус, Мелек-Тавуз (з курдської Tawusî Melek, Tawisî Melek та Tawusê Melek) («ангел-павич») — голова ангелів в релігії єзидів. Павич символізує різноманіття, красу і владу. Бог поручив весь світ семи ангелам на чолі з Тавусі Мелеком.
Тавусі Мелек є головою пантеону архангелів, могутнім покровителем егрегора релігії Єзидів. За віровченням єзидів, Тавусі Мелек — експансія Бога, він має статус безпосереднього слуги Всевишнього. Тавус Мелек в єзидизмі представляеться у вигляді пташки, а саме павича.
Ім'я Тавусі Мелек буквально значить:
- Тав — Сонце,
- У — і,
- Сі — тінь,
- Мелек — Архангел.

Правовірні єзиди зобов'язані кожного ранку робити уклін першим променям Сонця, але це не значить, що вони поклоняються саме цьому світилу.
Виходячи із теології релігії єзидів, побачити Верховну особистість Бога ніяк неможливо у цьому тілі, оскільки воно недосконале. Правовірний єзид поклоняється під час молитви джерелу світла, силам світла, але не джерелу пітьми, бо поклоніння злу — це шлях деградації душі. За те, що єзиди взагалі не ведуть бесіди про злого духа, і йдуть геть з того місця, де його лають, деякі дослідники приписували їх до його послідовників.
Духовенство єзидів пояснює це так: «Якщо ви бесідуєте про Бога і Його світлих слуг, то ця медитація викликає позитивну енергетику. Але у випадку, коли ви говорите про злого духа, то він також буде присутнім своєю негативною енергією, тим більше лаяти його не потрібно, бо за це буде реакція. Тому уникайте тих місць, де ведуться бесіди про злого духа». Єзидам також заборонено вживати вголос ім'я і назву злого духа під різними іменами.